# 페기 우드

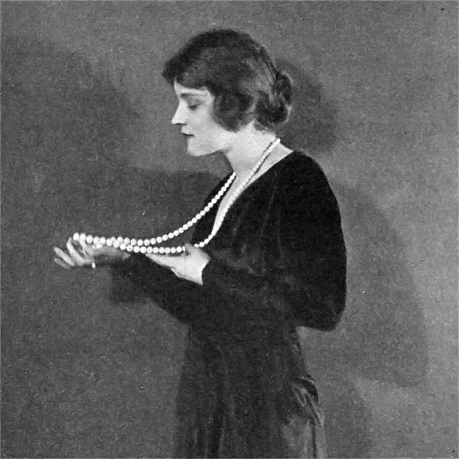

페기 우드(Peggy Wood, 1892년 2월 9일 ~ 1978년 3월 18일)는 미국의 배우, 가수, 연극 배우, 텔레비전 배우, 영화배우이다.
브루클린에서 태어났으며 스탬퍼드에서 뇌졸중으로 사망하였다.

## 영화
- 원 라이프 투 리브 (1968년)
- 사운드 오브 뮤직 (1965년) - 마더 역
- 룻 이야기 (1960년)
- 스타 이즈 본 디 오리지널 (1937년)
- 원더 오브 위민 (1929년)